# Panthera tigris sumatrae
La tigre di Sumatra (Panthera tigris sumatrae) è una sottospecie di tigre che vive sull'isola indonesiana di Sumatra. La popolazione selvatica è stimata tra i 400 e i 500 animali, i quali vivono soprattutto nei parchi nazionali dell'isola. Alcuni autori ritengono che la tigre di Sumatra sia inclusa nella sottospecie Panthera tigris sondaica, ma ciò è ancora oggetto di dibattito.
Recenti analisi genetiche hanno rivelato la presenza di marcatori genetici unici, caratteristica indicante che quest'animale si sta evolvendo in una specie separata, sempre che non si estingua. Questo ha portato a suggerire che la tigre di Sumatra dovrebbe avere una maggiore priorità di conservazione rispetto ad ogni altra sottospecie.
La distruzione dell'habitat è la minaccia principale per la popolazione di tigri esistente (distruzione che continua perfino negli apparentemente protetti parchi nazionali), ma tra il 1998 e il 2000 si scoprì che erano state uccise 66 tigri - quasi il 20% della popolazione totale.

## Caratteristiche fisiche
Pocock descrisse per la prima volta la tigre di Sumatra sulla base di numerosi teschi, pellaggi e strisce, che sono distinte dalle tigri del Bengala e di Giava. È più scuro nel colore della pelliccia e ha strisce più larghe rispetto alla tigre di Giava. Le strisce tendono a dissolversi in punti vicino alle loro estremità, e sul retro, i fianchi e le zampe posteriori sono linee di piccole macchie scure tra strisce regolari. La frequenza delle strisce è superiore rispetto ad altre sottospecie. I maschi hanno una sporgenza prominente, che è particolarmente marcata nella tigre di Sumatra.
La tigre di Sumatra è la più piccola tra tutte le sottospecie di tigri ancora esistenti. I maschi di tigre di Sumatra misurano in media 237 cm di lunghezza dalla testa alla coda e pesano circa 120 kg. Le femmine misurano in media 220 cm di lunghezza e pesano circa 92 kg. Le sue strisce sono più strette di quelle delle altre sottospecie di tigri e, soprattutto i maschi, presentano un aspetto più barbuto e crinito. Le sue piccole dimensioni la rendono in grado di muoversi più facilmente attraverso la giungla. Tra le sue dita è presente una membrana che, quando è distesa, rende le tigri di Sumatra delle nuotatrici molto veloci. Si sa che trascinano in acqua le loro prede ungulate, soprattutto se queste sono lente nuotatrici.

## Habitat e sforzi di conservazione

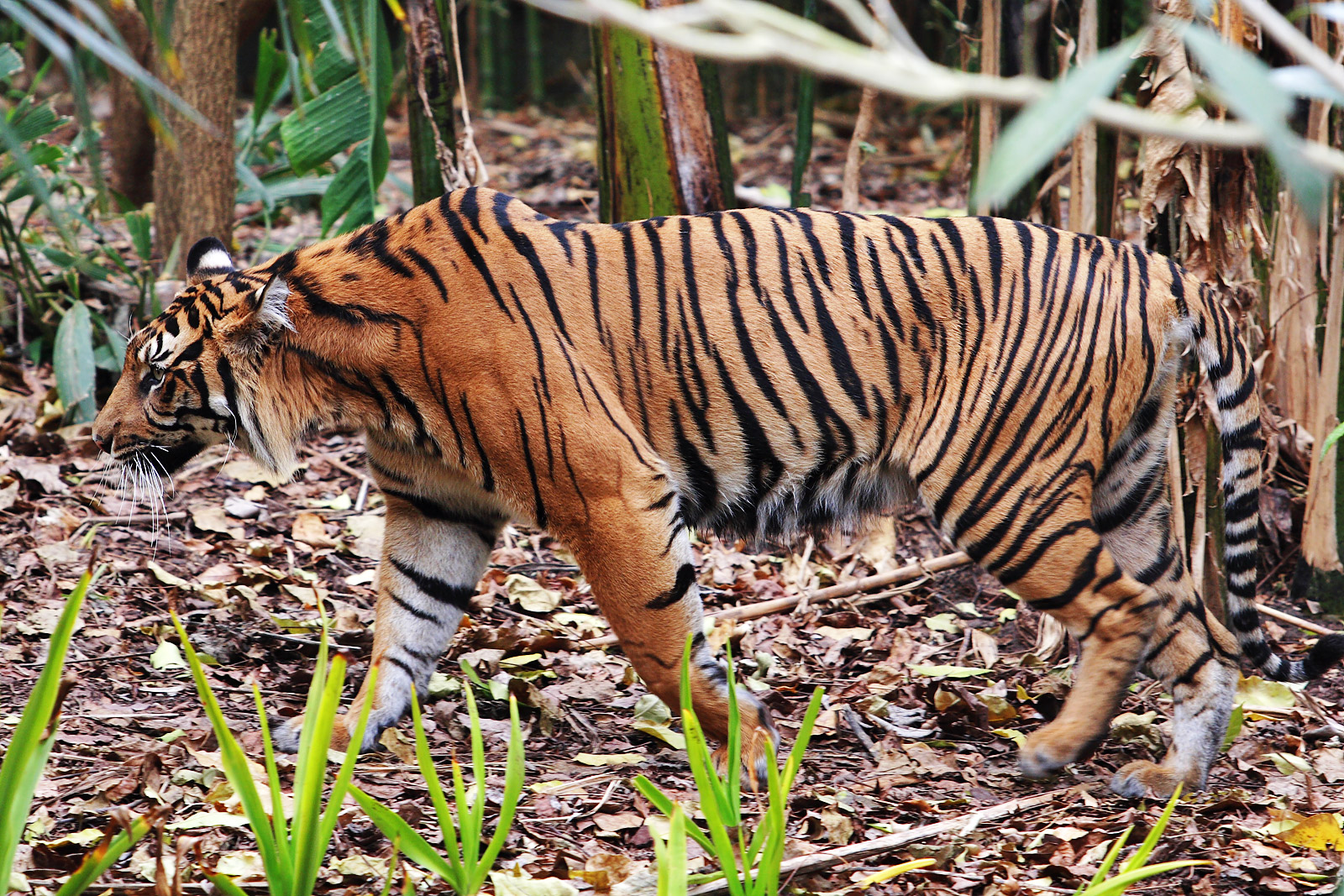
Tigre di Sumatra allo zoo di Melbourne.

La tigre di Sumatra vive solamente a Sumatra, una grande isola dell'Indonesia occidentale. È diffusa ovunque, dalle foreste di pianura a quelle di montagna, e si trova anche in molte aree non protette. Solamente 400 esemplari vivono nelle riserve e nei parchi nazionali e le restanti sono diffuse in aree che stanno andando perse a causa dell'agricoltura. Le riserve non sono sicure, poiché, nonostante gli sforzi di conservazione, molte tigri vengono uccise dai bracconieri ogni anno.
Nel 2007, il Ministero delle Foreste indonesiano ed il Safari Park hanno stabilito una cooperazione con l'Australia Zoo per la conservazione delle tigri di Sumatra e di altre specie minacciate. L'accordo di cooperazione è stato siglato dall'invio di una lettera riguardo ad un «programma di conservazione per la tigre di Sumatra e per altre specie minacciate e la fondazione di uno zoo che abbia relazioni con il parco safari di Taman e l'Australia Zoo» all'ufficio del Ministero delle Foreste indonesiano, il 31 luglio 2007.
I programmi che verranno portati avanti comprendono un progetto per preservare le tigri di Sumatra ed altre specie minacciate in natura, degli sforzi per ridurre i conflitti tra tigri e uomini ed un progetto per riabilitare delle tigri di Sumatra da reintrodurre nel loro ambiente naturale.

## Dieta
Il cibo di una tigre dipende da dove essa vive e dalla disponibilità delle prede. Questi animali possiedono dei sensi dell'udito e della vista molto acuti, che rendono le tigri cacciatrici molto efficienti. Sono animali solitari e cacciano di notte, avvicinandosi lentamente e pazientemente alla preda prima di attaccarla da dietro o dai lati. Si nutrono di qualunque cosa riescano a catturare, di solito cinghiali, tapiri e cervi, ma catturano talvolta perfino pollame e pesci. Anche gli orangutan possono costituire una facile preda, ma dal momento che trascorrono sul suolo solamente una minima parte di tempo, le tigri riescono a catturarne uno molto raramente.

## Riproduzione
Le tigri possono riprodursi in qualsiasi periodo dell'anno, sebbene si accoppino generalmente durante l'inverno o la primavera, e il periodo di gestazione è di circa 103 giorni. Normalmente danno alla luce 2 o 3 piccoli, ma possono averne fino a 6. I piccoli nascono con gli occhi chiusi e ognuno pesa approssimativamente 1,36 kg. I loro occhi si aprono solitamente a partire dal decimo giorno di vita, sebbene in alcuni zoo sono stati registrati dei cuccioli che avevano gli occhi aperti già alla nascita. Durante le prime otto settimane consumano soltanto latte, ma dopo possono anche provare a nutrirsi di cibi più solidi, sebbene succhino ancora per 5 o 6 mesi. I piccoli lasciano la tana per la prima volta all'età di 2 settimane ed iniziano ad imparare a cacciare a 6 mesi. Sono in grado di cacciare completamente da soli a 18 mesi ed a 2 anni sono pienamente indipendenti. In natura possono vivere per circa 15 anni, ma in cattività possono raggiungere anche i 20.